# Coatesville, Pennsylvania
Coatesville är en ort i Chester County i Pennsylvania.  Vid 2010 års folkräkning hade Coatesville 13 100 invånare.